# Rhytipterna immunda
La  plañidera pálida (en Venezuela) o plañidera sabanera (en Colombia) (Rhytipterna immunda), también denominada plañidera de Cayena (en Venezuela) o plañidera de vientre pálido, es una especie de ave paseriforme de la familia Tyrannidae, una de las tres pertenecientes al género Rhytipterna. Es nativa de América del Sur, en regiones amazónicas y del escudo guayanés.

## Distribución y hábitat

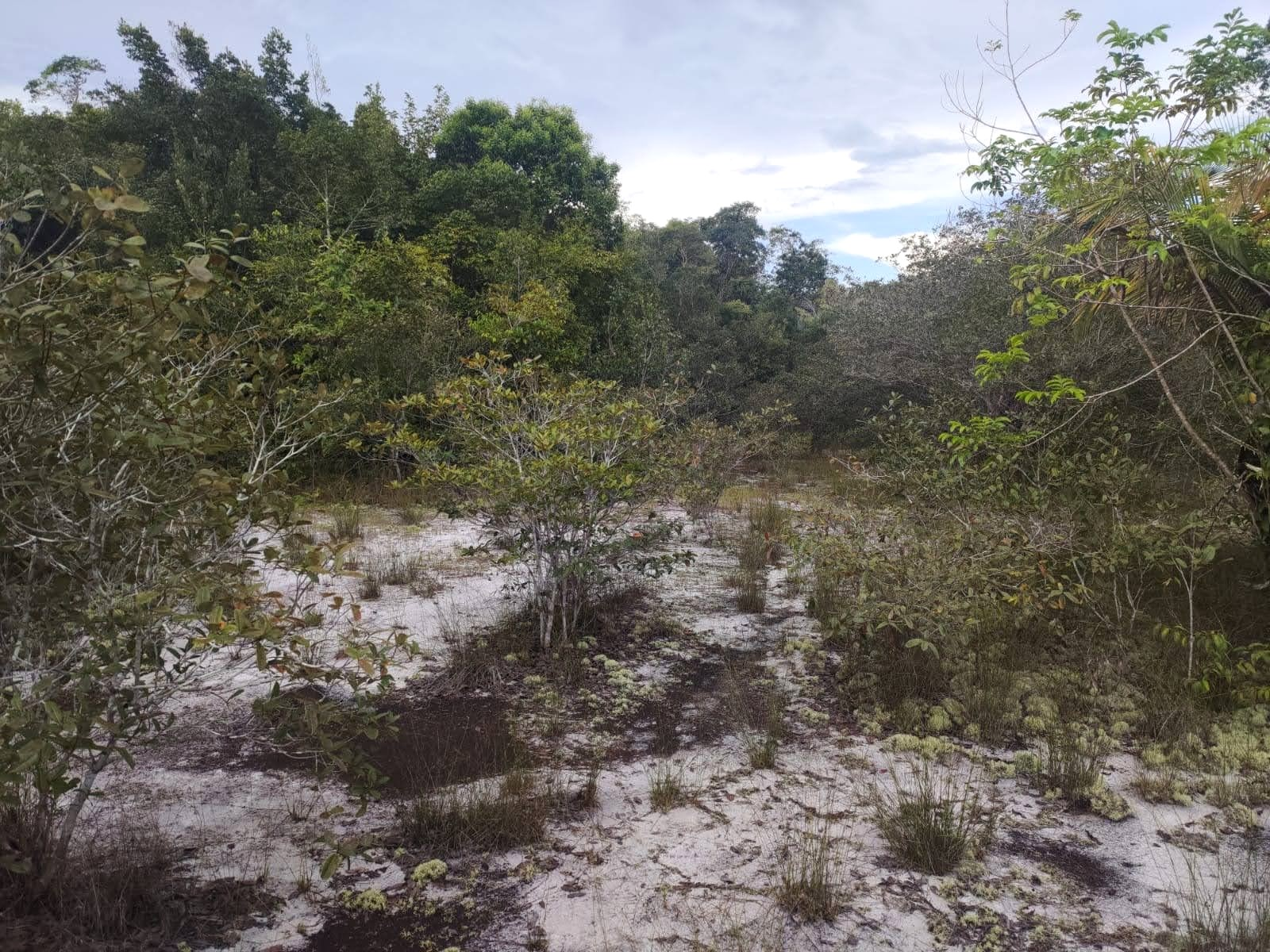
Bosque de «campina» de suelo arenoso, en Machadinho d'Oeste, Rondônia, Brasil, ejemplo de hábitat de la especie.

Se distribuye por el extremo este de Colombia, suroeste de Venezuela y por la Amazonia brasileña (desde la cuenca del alto Río Negro hacia el este hasta el área de Manaus, al sur hasta Rondônia y Mato Grosso, hacia el este hasta Tocantins); también en el extremo noreste de Bolivia, y sur de Guyana, Surinam, Guayana francesa y adyacente noreste de Brasil (norte de Amapá).
Esta especie es considerada rara a poco común y muy local en sus hábitats naturales: los bosques ligeros y matorrales de suelos arenosos, por debajo de los 300 m de altitud; en áreas semiabiertas, bosques poco espesos y en sabanas o cerrados con arbustos dispersos.

## Descripción
La plañidera pálida mide entre 18 y 19 cm de longitud. Tiene las partes superiores de color marrón grisáceo, más gris claro arriba y más marrón sobre la cola; presenta dos barras de color gris pálido sobre las alas y bordes, rufos en el macho y blancuzcos en la hembra, en las primarias y en las plumas exteriores de la cola; la garganta y el pecho son de color gris; vientre amarillo claro con pintas oscuras; los flancos están generalmente teñidos de color óxido. La mandíbula es rosada. El iris es anaranjado claro.

## Alimentación
Se alimenta de insectos que busca entre el follaje. Complementa su dieta con frutos.

## Sistemática

### Descripción original
La especie R. immunda fue descrita por primera vez por los zoólogos británicos Philip Lutley Sclater y Osbert Salvin en 1873 bajo el nombre científico Lipaugus immundus; su localidad tipo es: «Oyapoc, Cayena».

### Etimología
El nombre genérico femenino «Rhytipterna» se compone de las palabras del griego «ῥυτις rhutis, ῥυτιδος rhutidos» que significa ‘arruga’, y «πτερνα pterna» que significa ‘talón’; y el nombre de la especie «immunda», proviene del latín «immundus» que significa ‘sucio’.

### Taxonomía
Es monotípica.